# The Creator
Ne doit pas être confondu avec Creator.
Pour plus de détails, voir Fiche technique et Distribution.
The Creator ou Le créateur au Québec est un film américain réalisé par Gareth Edwards, sorti en 2023. Il est présenté en avant-première à la Fantastic Fest.
Le film se déroule principalement en 2065. L'armée américaine affronte, avec pour enjeu la survie de l'Humanité, une intelligence artificielle avancée qui, bien que conçue pour servir et protéger, a lancé une ogive nucléaire sur Los Angeles, dix ans plus tôt. La situation est d'autant plus inquiétante qu'elle a son repaire dans l'immense Nouvelle Asie (qui couvre l'Asie du Sud-Est, le Japon, Taïwan, le Bangladesh, le Bhoutan, le Népal et des parties de l'Inde), dont les habitants cohabitent avec une abondante population de robots intelligents, nommés « simulants ». L'armée américaine a mis au point une prodigieuse et coûteuse station spatiale aux frappes d'une extrême précision, l'USS NOMAD. Celle-ci assure la suprématie aux Américains. Cependant, le Créateur, énigmatique architecte de l'IA, surnommé « Nirmata » (« créateur » en népalais) par ses partisans, est en train d'élaborer une arme mystérieuse capable de détruire le NOMAD et donc de menacer l'Humanité tout entière. Joshua (John David Washington), ancien agent des forces spéciales, aguerri mais profondément atteint par la disparition de sa femme, Maya (Gemma Chan), enceinte de leur enfant, est recruté par le colonel Jean Howell (Allison Janney). On le charge d'une mission cruciale : traquer et éliminer le Créateur et son arme secrète. Mais il va se trouver étrangement confronté à une fillette androïde de six ans, qu'il baptise Alphie (Madeleine Yuna Voyles). Cette rencontre va mettre à l'épreuve ses convictions.

## Synopsis
En 2055, l'intelligence artificielle est intégrée dans la société américaine pour faciliter la vie humaine. Cependant, une ogive nucléaire explose à Los Angeles à cause d'une IA créée par le gouvernement américain, tuant plus d'un million de personnes. L'armée lance alors une mission pour éradiquer toutes les IA ainsi que les androïdes intelligents, nommés simulants, aux États-Unis, mais rencontre une résistance de la Nouvelle Asie, qui considère les simulants comme des citoyens à part entière. La station spatiale USS NOMAD (North American Orbital Mobile Aerospace Defense) est créée pour scanner les zones suspectes et éliminer les simulants, tout en cherchant Nirmata, créateur de l'IA.
Dix ans après ces événements, le sergent Joshua Taylor vit en Nouvelle Asie avec sa femme enceinte, Maya, qui a un lien plus étroit avec les simulants que lui. Joshua, qui a un bras et une jambe prothétiques, est en réalité un agent infiltré, marié à Maya dans le cadre d'une mission. Un soir, leur maison est visitée par une équipe de droïdes dirigée par Harun. Un soldat amené par l'équipe est révélé être Drew, un ami et supérieur de Joshua. Une attaque est lancée à l'extérieur, et Maya découvre la vérité sur Joshua avant de s'enfuir en bateau. Mais un missile largué par NOMAD tue Maya sous les yeux de Joshua.
Cinq ans plus tard, Joshua travaille à Los Angeles au nettoyage des zones détruites. Il est approché par le général Andrews et le colonel Howell, qui lui montrent une vidéo holographique indiquant que Maya est toujours vivante et travaille dans une installation où une super-arme IA est en cours de développement. Joshua accepte de les aider à localiser et détruire cette arme, espérant revoir sa femme. Il rejoint une équipe dirigée par Howell, qui révèle sa haine des simulants, les accusant de la mort de ses fils.
Lors d'un raid sur le laboratoire, Joshua découvre que la "super-arme" est en réalité une petite fille simulante. Joshua parvient à la capturer et s'échappe avec elle en bateau. Ils trouvent refuge dans une maison abandonnée où Joshua découvre qu'elle peut contrôler à distance des appareils électroniques. Il décide de l'appeler Alphie et la protège des forces ennemies qui tentent de les capturer.
Joshua et Alphie se rendent en ville pour retrouver Drew, qui les aide à examiner Alphie. Il est déterminé qu'Alphie n'a pas encore atteint son plein potentiel et pourrait devenir l'être le plus puissant sur Terre. Après une attaque ennemie où Drew meurt, Joshua apprend que Maya, sa femme, est en fait Nirmata. Il s'échappe avec Alphie mais est capturé par Harun et son équipe.
Joshua est enfermé sur un navire mais parvient à s'échapper. Il apprend que l'explosion de Los Angeles était due à une erreur humaine imputée à tort aux IA. Après avoir retrouvé Alphie, ils sont attaqués par les forces de Howell, mais Alphie utilise ses pouvoirs pour désactiver les armes ennemies. Ils découvrent que Maya est dans le coma depuis cinq ans, et que les simulants ne peuvent pas la débrancher de son système de survie. Joshua découvre également qu'Alphie est basée sur l'enfant à naître de Maya et lui, scannée in utero, ce qui en fait leur fille. Joshua décide de débrancher Maya lui-même.
Howell et ses troupes les retrouvent, mais Harun les aide à s'échapper. Avant de mourir, Harun dit à Joshua que NOMAD doit être détruit pour mettre fin à la guerre. Joshua et Alphie sont capturés et ramenés à Los Angeles, où Andrews ordonne à Joshua de tuer Alphie. Cependant, ils feignent sa mort pour s'évader et embarquer pour NOMAD, où Joshua plante une bombe sur un missile pour détruire la station. Alphie tente de réveiller Maya en transférant sa conscience dans un corps de simulant.
Andrews active un robot tentaculaire géant pour les arrêter mais Alphie le désactive ce qui permet à Joshua de renvoyer Alphie sur Terre, en sécurité. Joshua reste à bord de NOMAD et retrouve la simulante Maya, qui le reconnaît. Ils s'embrassent une dernière fois avant que la station n'explose, mettant fin aux frappes prévues par NOMAD.

## Fiche technique
Sauf indication contraire, les informations mentionnées dans cette section peuvent être confirmées par la base de données cinématographiques IMDb,  présente dans la section « Liens externes ».
- Titre original et français : The Creator
- Titre québécois : Le créateur[2]
- Titre de travail : True Love
- Réalisation : Gareth Edwards
- Scénario : Gareth Edwards et Chris Weitz
- Musique : Hans Zimmer
- Direction artistique : Shira Hockman
- Décors : James Clyne
- Costumes : Jeremy Hanna
- Photographie : Greig Fraser et Oren Soffer
- Montage : Hank Corwin, Scott Morris et Joe Walker
- Production : Gareth Edwards, Kiri Hart, Arnon Milchan, Galileo Mondol, Ace Salvador et Jim Spencer
- Production déléguée : Zev Foreman, Natalie Lehmann, Nick Meyer, Yariv Milchan et Michael Schaefer
- Coproduction : Courtney Cunniff, Greig Fraser et Nicholas Simon
- Sociétés de production : 20th Century Studios, Regency Enterprises et Entertainment One
- Sociétés de distribution : 20th Century Studios (États-Unis), The Walt Disney Company France (France), The Walt Disney Company Canada (Québec)[2]
- Budget : 78 000 000 $
- Pays de production :  États-Unis
- Langue originale : anglais
- Format : couleur – 2,76:1 – son Dolby Digital, Dolby Atmos, IMAX 6-Track
- Genre : science-fiction, drame, romance
- Durée : 133 minutes[1]
- Dates de sortie[3] : 
  - États-Unis : 26 (Fantastic Fest)[1] ; 29 septembre 2023 (sortie nationale)
  - Belgique, France : 27 septembre 2023
  - Québec : 29 septembre 2023[2]

## Distribution
- John David Washington (VF : Namakan Koné ; VQ : Patrick Emmanuel Abellard) : le sergent Joshua Taylor
- Madeleine Yuna Voyles (VF : Lévanah Solomon ; VQ : Lily-Rose Régnier) : Alpha-Omega « Alphie »
- Gemma Chan (VF : Léovanie Raud ; VQ : Sofia Blondin) : Maya Fey-Taylor / Nirmata
- Ken Watanabe (VF : Féodor Atkine ; VQ : Louis-Philippe Dandenault) : Harun
- Allison Janney (VF : Martine Irzenski ; VQ : Claudine Chatel) : le colonel Jean Howell
- Sturgill Simpson (VF : Gilduin Tissier ; VQ : Frédérik Zacharek) : Drew
- Ralph Ineson (VF : Paul Borne ; VQ : Jean-François Blanchard) : le général Andrews
- Marc Menchaca (VF : Jérémie Covillault ; VQ : Tristan Harvey) : le capitaine McBride
- Robbie Tann (VF : Jim Redler ; VQ : Alexis Lefebvre) : Shipley
- Michael Esper (VF : Jérémie Bédrune ; VQ : Pierre-Yves Cardinal) : le capitaine Cotton
- Veronica Ngo (VF : Geneviève Doang ; VQ : Eveline Gélinas) : Kami
- Ian Verdun (VF : Grégory Lerigab) : Daniels
- Rad Pereira (VF : Ludivine Galieri) : Lambert
- Mackenzie Lansing (VF : Joy Feldman) : Harrison
- Karen Aldridge (VF : Daria Levannier) : Dr Tankey
- Pat Skelton (VF : Guillaume Orsat) :  le général américain

 Source et légende : version française (VF) sur RS Doublage et carton du doublage français cinématographique. version (VQ) sur Difuze Inc.

## Production

### Développement
En février 2020, Gareth Edwards signe pour écrire et réaliser un film de science-fiction sans titre pour Regency Enterprises.
Le 26 avril 2023, il est annoncé lors de la CinemaCon que le film s'appellera finalement The Creator. Il est par ailleurs précisé que l'intrigue sera celle d'une histoire d'amour sur fond d'une guerre entre les humains et l'intelligence artificielle.

### Attribution des rôles
En mai 2021, John David Washington est annoncé dans le rôle principal alors que le titre du film est révélé : True Love.
En juin, Gemma Chan, Danny McBride et Benedict Wong entrent en négociations.
En janvier 2022, la présence de Gemma Chan et Benedict Wong est confirmée alors qu'Allison Janney, Sturgill Simpson et Marc Menchaca sont également confirmés. Il est précisé que Sturgill Simpson remplace finalement Danny McBride, pris par d'autres projets. En février, Ken Watanabe remplace Benedict Wong, lui aussi pris par d'autres projets. L'acteur japonais avait déjà été dirigé par Gareth Edwards dans Godzilla (2014).

### Tournage
Le tournage débute en Thaïlande le 17 janvier 2022,. Il a lieu notamment à Bangkok et dans les Pinewood Studios. Les prises de vues s'achèvent le 30 mai.

## Accueil

### Sorties
La sortie du film est prévue pour le 29 septembre 2023 aux États-Unis. En France, le film devait sortir dans les salles obscures le 11 octobre 2023, mais, en mai de la même année, Disney choisit d'avancer la sortie au 27 septembre 2023.

### Critiques
Sur l’agrégateur de critiques Rotten Tomatoes, il obtient 67 % d'avis favorables pour 322 critiques. Le consensus suivant résume les critiques compilées par le site : « Visuellement époustouflant et rempli de décors spectaculaires, The Creator propose une science-fiction dans l'air du temps et bien interprétée, qui peut satisfaire sur le moment même si elle manque cruellement de substance ». Sur Metacritic, qui utilise une moyenne pondérée, le film obtient une note de 65⁄100 pour 27 critiques.
Sur le site Allociné, qui recense 8 critiques de presse, le film obtient la note moyenne de 2,9⁄5.

## Nominations
- Oscars 2024 : 
  - Meilleur son
  - Meilleurs effets visuels